# San Sebastián de los Reyes
San Sebastián de los Reyes és un municipi i ciutat espanyola de la Comunitat de Madrid, situada a 18 quilòmetres al nord de la capital del país, Madrid. La superfici del terme municipal és de 59,26 km² i la seva població de 91 224 habitants (INE 2020). Popularment conegut com a "Sanse", també n'ha sigut referit amb la denominació de "La Pamplona chica" a causa dels encierros de les seves festes. En forma una unitat urbana amb la localitat contiga d'Alcobendas.

## Història
Va ser fundat el 1492, després de la fugida el 1488 de veïns de la localitat d'Alcobendas, per la pressió a la qual es veien sotmesos per part del senyor feudal Juan Arias de Ávila. Els Reis Catòlics, per a afavorir un major poblament dels territoris de realengo —és a dir, que depenien directament de la Corona—, van permetre la fundació de la nova població al costat d'una ermita propera dedicada a Sant Sebastià, situada dintre dels límits de la Vila de Madrid i, per tant, sota jurisdicció real. Així, a l'empara d'aquesta ermita i pel suport directe dels Reis de Castella i Aragó, va adoptar-ne el nom. Sant Sebastià dels Reis pren carta d'identitat definitiva l'any 1492, sota l'empara legal dels Reis Catòlics. La denominació «dels Reis» tan sols va canviar en una ocasió per la de «Sant Sebastià de la Sobirania», d'acord amb un bàndol d'efímers efectes, en plena revolució de 1868.
L'any 1967 s'hi construí un circuit de curses que va ser seu del Gran Premi d'Espanya de Fórmula 1 i del Gran Premi d'Espanya de motociclisme durant anys, el Circuit del Jarama.

## Geografia
La localitat es troba al peu del parc regional de la Cuenca Alta del Manzanares. El terme municipal, amb una superfici de 59,26 km², es creuat per diversos estanys: Valconejero, Quiñones, de la Vega, Valdelamasa y El Bodonal, tots aquests, afluents del riu Jarama, que també discorre pel seu terme municipal.
El municipi de San Sebastián de los Reyes limita al sud amb Alcobendas, separats només per un carrer, l'avinguda d'España. Limita també amb els municipis de Madrid, Colmenar Viejo, Algete, Cobeña i Paracuellos de Jarama.